# 維真神學院
維真神學院（英語：Regent College）是一所國際性的基督教新教福音派神學教育、基督教研究機構，位於加拿大卑詩省溫哥華市，卑詩大學校園內。維真成立於1968年，除了訓練神職人員，也為平信徒提供研究所程度的神學訓練。不棣屬任何宗派的維真，也向浸信宗、聖公宗學生提供宗派課程。現今登記的全時間和部份時間學生有600人，來自30多個宗派。大約四成七是加拿大學生，二成八美國，餘下兩成半來自世界各地四十多個國家。
香港是繼學院座落的溫哥華後，全世界第二多校友的城市，現時住在香港的畢業生約350位。因此，維真在2015年成立維真神學院香港基金會 （页面存档备份，存于），以及在2017年成立以香港為基地的一年制靈修神學課程國度計劃(Basileia Project  （页面存档备份，存于）)。維真在東南亞也受到相當歡迎，不少新加坡和馬來西亞的學生到維真學習。

## 著名教職員
- 尤金·畢德生    （美國更正教神學家和牧者）
- 巴刻

### 華人教職員
- 已故許志偉醫生（生前為朱氏教席中國研究部主任，醫學倫理學教授，《基督教思想评论》主编)
- 梁慧博士（華人基督教研究副教授）
- 張揚 Peter Cheung（終生學習研究主管）
- Clive Lim (職場神學系訪問副教授）
- Patricia Seto（入學註冊服務總監）
- Cheryl Wong Miklós（入學諮詢師 - 海外學生）

## 華人學生會委員及學生代表
- 廖啟向（維真神學院學生會 （页面存档备份，存于）常任委員(學術會議) - 2015-16年度)
- 朱安之 （页面存档备份，存于）博士（道學碩士委員會學生代表 - 2016-17及2017-18年度，維真神學院學生會常任委員 - 2015-16(傳訊)，2016-17(祈禱)及2017-18(學術會議))
- Amy Wen（維真神學院學生會副會長(學術) - 2018-19年度)

## 著名華人校友
- 李耀全博士（加拿大列治文華人宣道會主任牧師）
- 蔡國平博士（加拿大溫哥華華人宣道會粵語堂牧師）
- 郭志賢（加拿大愛民頓愛城華人基督教福音堂英語堂牧師）
- 杜家源（加拿大愛民頓愛城華人基督教福音堂粵語堂牧師）
- 曹傑明博士（加拿大溫哥華宣道會福群堂主任牧師）
- 盧允晞博士（加拿大卡加利恩道神學院新約副教授)
- 梁家麟博士（前香港建道神學院院長）
- 楊小松博士（香港建道神學院助理教授）
- 岑紹麟博士（香港浸信會神學院新約助理教授)
- 楊錫鏘醫生（香港中國神學研究院教授）
- 朱安之 （页面存档备份，存于）博士（香港浸會大學宗教及哲學系助理教授）
- 蕭壽華博士（前香港宣道會北角堂主任牧師）
- 胡志偉（前香港教會更新運動總幹事）
- 劉宗銳（澳門神召會主任牧師）
- 劉惠蓮（澳門聖經學院教育主任）
- 陈礼裕博士（新加坡三一神学院系统神学讲师）
- 曹榮錦博士（英國愛丁堡大學高級講師)
- 張恩年 (香港611靈糧堂主任牧師)
- 陳崇基  ( 城匯社區教會牧師)

## 外部連結
- 維真神學院 （页面存档备份，存于）
- 維真神學院(香港)基金會 （页面存档备份，存于）
- 維真神學院國度計劃 （页面存档备份，存于）